# Columbia (Tennessee)
Columbia város az Amerikai Egyesült Államok Tennessee államában, Maury megyében, melynek megyeszékhelye is. Lakosainak száma 41 690 fő (2020. április 1.).

## Népesség
A település népességének változása:

| 2010 | 34 681 |
| 2020 | 41 690 |